# Джо против вулкана
«Джо против вулкана» (англ. Joe Versus The Volcano) — американская романтическая комедия 1990 года Джона Патрика Шэнли с Томом Хэнксом и Мег Райан в главных ролях.

## Сюжет
Джо Бэнкс — угнетённый обыватель со Стейтен-Айленда, работающий клерком на унылой фабрике у неприятного, требовательного босса Фрэнка Ватури. Безрадостный, вялый и хронически больной Бэнкс регулярно посещает врачей, которые не могут обнаружить причину плохого самочувствия. Наконец, доктор Эллисон диагностирует неизлечимое заболевание под названием "затемнение мозга", которое не имеет симптомов, но убьет Джо в течение пяти или шести месяцев. Эллисон говорит, что болезнь Джо является психосоматической, вызванной его опытом на предыдущей работе пожарного. Джо вскипает на  работе, высказывая всё недовольство на своего босса и компанию, которое сдерживал в себе два года, увольняется и приглашает бывшую коллегу Диди на свидание, но когда он сообщает ей о смертельном диагнозе, она расстраивается и уходит.
На следующий день богатый промышленник по имени Сэмюэль Грейнамор неожиданно выдвигает предложение Джо. Грейнамору нужен "бубару", минерал, необходимый для производства сверхпроводников. На его крошечном тихоокеанском острове Вапони Ву есть его отложения. Туземцы Вапони Ву разрешат добывать минерал только в том случае, если он решит для них проблему. Они верят, что бог вулкана на их острове должен быть умиротворен добровольным человеческим жертвоприношением раз в столетие, но ни один из туземцев не желает отдать свою жизнь. Грейнамор предлагает любые деньги, чтобы Джо насладился своими последними днями, если он прыгнет в вулкан в течение 20 дней. Джо соглашается, понимая, что ему нечего терять.
Имея при себе кредитные карты с неограниченным лимитом от Грейнамора, Джо проводит день и ночь в Нью-Йорке, где просит советов по всем вопросам от мудрого шофера Маршалла. Он также покупает четыре первоклассных водонепроницаемых чемодана ручной работы у фанатичного продавца багажа.
Затем Джо летит в Лос-Анджелес, где его встречает одна из дочерей Грейнамора, Анжелика, взбалмошная светская львица, которая называет себя "flibbertigibbet". На следующее утро Анжелика берет Джо на яхту "Траляля", принадлежащую ее отцу. Капитан — ее сводная сестра Патриция. Патриция неохотно согласилась взять Джо в Вапони Ву после того, как Грейнамор пообещал отдать ей яхту взамен.
После неловкого знакомства Джо и Патриция начинают сближаться. Затем они попадают в тайфун. Патриция теряет сознание и падает за борт. После того, как Джо прыгает, чтобы спасти ее, ударяет молния, и яхта тонет вместе со всем экипажем. Джо в состоянии построить плот, связывая вместе его плавучие водонепроницаемые чемоданы. Патриция не приходит в сознание уже несколько дней. Джо раздает ей небольшой запас пресной воды, в то время как он начинает бредить от жажды. Он переживает откровение  и благодарит Бога за свою жизнь. Когда Патриция наконец очнулась, она глубоко тронута самопожертвованием Джо. Затем они обнаруживают, что дрейфовали к месту назначения.
Туземцы Вапони Ву устраивают для них большой праздник. Их вождь в последний раз спрашивает, не согласится ли кто-нибудь еще принести себя в жертву, но желающих нет, и Джо направляется к вулкану. Патриция пытается остановить его, заявляя о своей любви к нему. Он признает, что тоже любит ее, но сейчас неподходящее время. Патриция уговаривает Джо, чтобы вождь поженил их. После этого Патрисия отказывается расстаться с Джо. Когда он не в состоянии отговорить ее, они прыгают вместе, но вулкан извергается в тот самый момент, выдувая их в океан. Остров тонет, но Джо и Патриция приводняются у своих надёжных чемоданов. Пребывая в восторге от своего чудесного спасения, Джо рассказывает Патриции о своем роковом затемнении мозга. Она узнает доктора Эллисона как личного врача её отца и понимает, что Джо намеренно ввели в заблуждение. На самом деле он не умирает, и они могут жить вместе долго и счастливо.

## В ролях
- Мэг Райан — Диди / Анжелика / Патриция
- Том Хэнкс — Джо
- Ллойд Бриджес — Грейнамор
- Кэрол Кейн — парикмахер
- Осси Дэвис — Маршалл
- Дэн Хедайя — мистер Ватури
- Аманда Пламмер — Дагмар
- Роберт Стэк — доктор Эллисон

## Звук
Саундтрек, написанный Жоржем Делерю, был выпущен в очень ограниченном количестве в качестве рекламного материала. В 1990 году, в год выхода фильма, было выпущено всего 3000 экземпляров. Varèse Sarabande переиздал компакт-диск в 2002 году. Шэнли написал две песни для фильма, «Marooned Without You» и «The Cowboy Song», первая использовалась в качестве темы, а вторая исполнялась Хэнксом на укулеле. В начале фильма была использована версия знаменитой песни «Шестнадцать тонн» Мерла Трэвиса в исполнении Эрика Бёрдона. После того, как Джо покидает кабинет врача, играет отредактированная версия версии Рэя Чарльза «Ol’ Man River». «Mas Que Nada» Сержио Мендеса сопровождает Джо, пока он ездит по Нью-Йорку. Испанская версия «On the Street Where You Live» поётся во время свидания с Диди. Версия Элвиса Пресли «Blue Moon» играет, когда Джо проводит свою последнюю ночь перед отплытием. В плавании на плоту слышны «Good Lovin'» The Rascals, «Come Go with Me»  Del Vikings и версия Ink Spots «I Cover the Waterfront». Музыка племени Вапони Ву включает в себя мелодии «When Johnny Comes Marching Home» и «Хава нагила».

## Критика
Фильм получил смешанные отзывы в целом, но положительные отзывы от некоторых критиков, включая Роджера Эберта, который назвал фильм «новым, свежим и не стесняющимся рисковать». "Хэнкс и Райан — правильные актеры, они наполняют логику этого странного мира и играют по его правилам". Позже он принес фильм на Ebertfest 2012 и задался вопросом: "Почему я дал 3,5 звезды вместо 4".
Винсент Кэнби писал: "Со времен Говарда-утки не было высокобюджетной комедии с такими плоскими ногами, как у Джо против вулкана. Многие одаренные люди внесли свой вклад в её создание, но нельзя не видеть мрачные свидетельства на экране". Пятнадцать лет спустя критик Time Ричард Шикель перечислил его как одно из своих "запретных удовольствий"; признавая: "Есть люди, которые думают об этом фильме... может быть, это худший фильм с высоким бюджетом в наше время, но если вы отложите в сторону рутинные комические ожидания, которые поощряет маркетинг, вы можете оказаться в восторге от фильма, который совершенно единственный в своём роде".
По состоянию на август 2018 года "Джо против вулкана" имеет рейтинг 62% на Rotten Tomatoes на основе 29 отзывов.

## Версии фильма
Фильм был впервые выпущен на видео в конце 1990 года, а затем был выпущен на DVD Warner Home Video в апреле 2002 года.
Версия Blu-ray вышла в рамках коллекции Warner Archive 20 июня 2017 года и получила положительные отзывы за свое качество.
В 2012 году театр "Lambs Players" в Сан-Диего представил мировую премьеру мюзикла по мотивам фильма. Режиссер Роберт Смит, сценарий, музыка и тексты Скотта Хафсо и Дарси Филлипс.